# Mercy Corps
Mercy Corps is een wereldwijd opererende non-gouvernementele organisatie. De organisatie wil armoede, lijden en onderdrukking tegengaan door bij te dragen aan de opbouw van veilige, productieve en rechtvaardige gemeenschappen.
De organisatie is in 1979 opgericht en gevestigd in Portland (Oregon) (Verenigde Staten).